# Bersée

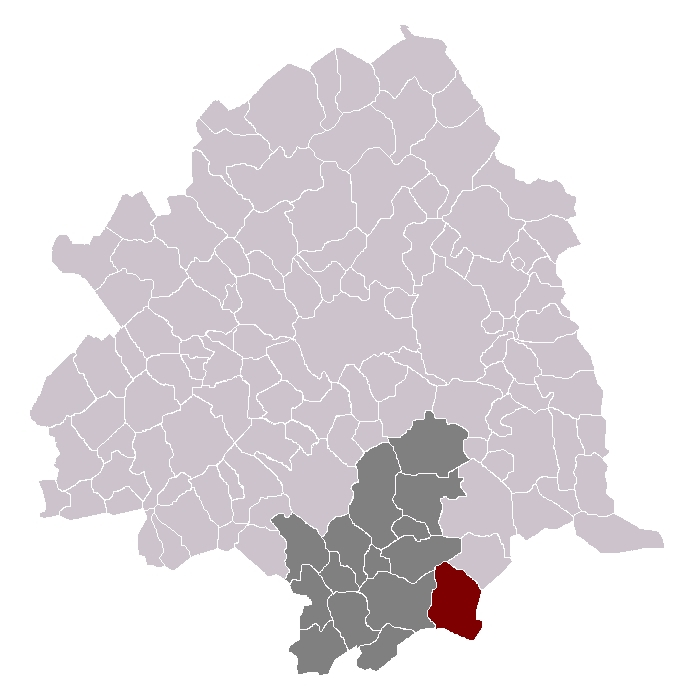
Localització de Bersée

Bersée és un municipi francès, situat a la regió dels Alts de França, al departament del Nord. L'any 2006 tenia 2.215 habitants. Limita al nord-est amb Cappelle-en-Pévèle, a l'est amb Auchy-lez-Orchies, al sud-est amb Coutiches al sud amb Faumont, a l'oest amb Mons-en-Pévèle i al nord-oest amb Mérignies.

## Demografia
| 1962                                       | 1968  | 1975  | 1982  | 1990  | 1999  | 2006  |
| ------------------------------------------ | ----- | ----- | ----- | ----- | ----- | ----- |
| 1.514                                      | 1.520 | 1.570 | 1.806 | 1.989 | 2.120 | 2.166 |
| Des de 1962: població sense dobles comptes |       |       |       |       |       |       |

## Administració
| Període | Identitat        | Partit |
| ------- | ---------------- | ------ |
| 1986-   | Henri Caudrelier |        |